# 慈聖光献曹皇后
曹皇后（そうこうごう）は、北宋の第4代皇帝仁宗の2人目の皇后。諡は慈聖光献。

## 生涯
建国の元勲曹彬の五男の曹玘の娘として生まれる。
明道2年（1033年）、郭皇后が廃されたため皇后として招聘され、景祐元年（1034年）に冊立される。慈悲深く質実な人柄で、禁苑に畑を作って種々の穀物を育て、また養蚕を好み、布帛を作ることに巧みであった。
慶暦8年（1048年）正月3日、宮中の衛兵が乱を起こし、寝殿へ侵入した。このとき、皇后はまさに仁宗の側にいたが、いちはやく異変を察して扉を封じ、都知事の王守忠に命じて軍隊を派遣させた。また、賊が火を放つことを懸念して、密かに人をやって水を撒かせておいたところ、はたして賊は松明を簾へ投げてきたが、全て水に浸かって消えた。夕方になると、皇后は待機していた侍臣らのもとへ赴き、手ずからその髪を切り「明日の論功行賞で、あなた方がここにいたことを、この切られた髪で示しなさい。」と言った。これによって彼らは大いに奮起し、死力を尽くして戦ったので、反乱はたちまち鎮圧された。
嘉祐8年（1063年）、仁宗が急死すると、曹皇后は皇太后として英宗を補佐し、朝政に臨んだ。後に英宗が病にかかると、皇太后に対して国事に関する権限を同じくするよう請い、太后は後宮ではなく、朝廷で政治を司った。しかし、決して我意を通すようなことはせず、未決の奏事があるときは「皆さんでもう一度、審議なさい」と言い渡すのが常であった。よく経書や史書をひもといて決済の助けとし、自分の仕事は人任せにせず寸暇を惜しんで務めたため、官省の勤務態度も粛然とした。
神宗が即位すると、曹氏を尊んで太皇太后とし、その住まいを慶寿宮と命名した。神宗はすこぶる孝行心が厚く、曹后を迎えるときはあらゆるもてなしを行い、彼女に同行するときは常に先払いして歩くほどであった。曹后もまた、朝夕に屏風の陰から皇帝に挨拶し、自ら膳を運ばせて親しく会食することもあった。曹皇后が水疾を患い危篤に陥ると、神宗は寝食も忘れて付き添ったという。
元豊2年（1079年）冬、曹皇后は崩御し、永昭陵に葬られた。
神宗の治世は、王安石が新法による改革を実行した時期に当たる。曹后は改革に対し、性急に法を改めるべきではないと考えており、そのように神宗へ意見したという記事が『宋史』に見える。
あるとき、神宗が曹后のもとへ赴くと、后は言った。「昔、私は民が苦しんでいると聞くと、必ず仁宗陛下にこれを伝え、そのお許しを得て行動を起こしてきました。今、それをあなたにも行おうと思います。」神宗が「今、そのような事柄があるでしょうか」と言ったところ、曹后は「今の民は、青苗や助役の法に苦しんでいると聞きます。このような法は、おやめになって下さい。王安石はまことに才知と学問を備えた人物ではありますが、彼を恨む者もはなはだ多いのです。帝におかれては、安石を愛惜するあまりこれを庇っておられますが、しばらくは彼を国事の外へ追うべきです。」と諫めた。
しかし、仁宗の治世末期から深刻化してきた社会的・政治的な矛盾に対して、行動を起こす必要性を感じていた神宗はそれを容れず、王安石を支持し続けた。一方、曹后の方は蘇軾の恩赦を願い出ている。蘇軾は人となり傍若無人なところがあり、加えて直言の人であったため、投獄されている間、彼の死罪を求める運動が広がっていたという。蘇軾と蘇轍は、仁宗の頃に制科の功績があったため、曹后はこれを理由に赦免を願い出た。これには神宗も折れたという。

## 逸話
- 初め、曹氏は李植という男性と結婚したが、結婚式で花婿は逃げ、仏門に入った。曹氏は家へ戻り、その後に選抜され後宮に入った。
- 景祐元年、仁宗は面倒を起こす3人の側室（郭浄妃、尚美人、楊美人）をみな追い出し、「当求徳門、以正内治」と言って、皇后を招聘した。楊太后は美女の陳氏を推薦し、婚約させた。陳氏の父・陳子城は元は奴僕で、出身が卑しいと多くの官員が反対した。結局、仁宗は陳氏との婚約を解消し、名門の曹氏と結婚した。
- 曹皇后の侍女の一人が侍衛と婚前交渉した。仁宗は2人を赦免したかったが、曹皇后は礼服に着替え、憤慨して、厳罰を与えることを嘆願した。仁宗は杖刑ではどうかと説得したが、曹皇后は断固として応じず、仁宗の前で4時間もの間、まるで石像のようにまっすぐ立ちつくした。結局、侍女と侍衛は殺された。

## 伝記資料
- 『皇宋十朝綱要』
- 『宋史』